# 中川邦史朗
中川 邦史朗 （なかがわ くにしろう、1971年12月17日 - ）は、日本の殺陣師、俳優。北海道出身。本名は中川 泰幸。若駒プロ所属。
1992年、NHK大河ドラマ『信長 KING OF ZIPANGU』でデビュー。1999年、若駒プロに入所。2010年よりテレビドラマ等の殺陣、擬闘補助の活動を始める。
2015年、師匠である林邦史朗の提案で、邦史朗の名を引き継ぎ、名を中川邦史朗と改めた。2016年、NHK大河ドラマ『真田丸』の殺陣師を務めた。

## 殺陣・武術等指導作品

### テレビドラマ
- 『真夜中のパン屋さん』 (2013年)
- 『真田丸』 (2016年)
- 『正月時代劇　陽炎の辻完結編』 (2017年)
- 『ひよっこ』 (2017年)
- 『植木等とのぼせもん』 (2017年)
- 『正月時代劇 風雲児たち～蘭学革命篇（らんがくれぼりゅうしへん）～ 』 (2018年)
- 『なつぞら』 (2019年) (薪割り指導)
- 『大富豪同心』 (2019年)
- 『ひきこもり先生』 (2021年)
- 『ちむどんどん』 (2022年)

### 映画
- 『Father 俺の屍を越えてゆけ』（2013年)
- 『武蔵 -むさし-』（2019年) (所作指導、監督助手)

## 出演作

### 大河ドラマ
- 『信長 KING OF ZIPANGU』（1992年）
- 『北条時宗』（2001年）
- 『新選組!』（2004年）

### 映画
- 『武蔵 -むさし-』（2019年) - 林泰正

### その他
- 『美の壺』真田紐 (2016年6月10日)